# السيمفونية رقم 6 (تشايكوفسكي)
السيمفونية السادسة لتشايكوفسكي، المعروفة باسم "السيمفونية الباثيتيك"، هي آخر أعماله السيمفونية واكتملت في عام 1893. قدمها للمرة الأولى في سانت بطرسبرغ قبل تسعة أيام فقط من وفاته، وقد قوبلت بردود فعل مختلطة، إلا أنها أصبحت لاحقاً من أشهر وأهم أعماله.
تنقسم السيمفونية إلى أربع حركات، وتتميز ببنيتها غير التقليدية، إذ تختتم بحركة بطيئة ومؤثرة بدلاً من نهاية انتصارية. وتُعرف الحركة الثالثة منها بأسلوبها الإيقاعي النشيط، بينما تحمل الحركة الأخيرة طابعاً حزيناً ومأساوياً يعكس الحالة النفسية للمؤلف.
لا تزال الخلفيات العاطفية والرمزية للعمل محل جدل واسع، حيث يرى البعض أنها تعبر عن صراع داخلي عاشه تشايكوفسكي في سنواته الأخيرة. وقد تكررت التكهنات بارتباط السيمفونية بإشارات خفية إلى ميوله الجنسية، أو حتى إلى فكرة الموت والانتحار.
تُعد هذه السيمفونية من روائع الأدب الموسيقي الرومانسي، وأثرت بشكل كبير في تطور التعبير الموسيقي في القرن العشرين. لا تزال تُعزف بانتظام على مسارح العالم وتحظى بإعجاب الجماهير والنقاد على حد سواء.